# Parque nacional Bosque Guarida
Bosque Guarida (Forest Den, en inglés) es un parque nacional en Queensland (Australia)

## Datos del parque
Creado en 1991 tiene un área de 58,90 km²

### Ubicación
Se encuentra ubicado a 991 km al noroeste de Brisbane. Sus Coordenadas son 22°07′18″S 145°10′31″E / -22.12167, 145.17528 y la Categoría IUCN: II

### Administración
Servicio para la Vida Salvaje de Queensland